# 瓦珀爾河
53°22′6.6″N 8°12′13.6″E / 53.368500°N 8.203778°E

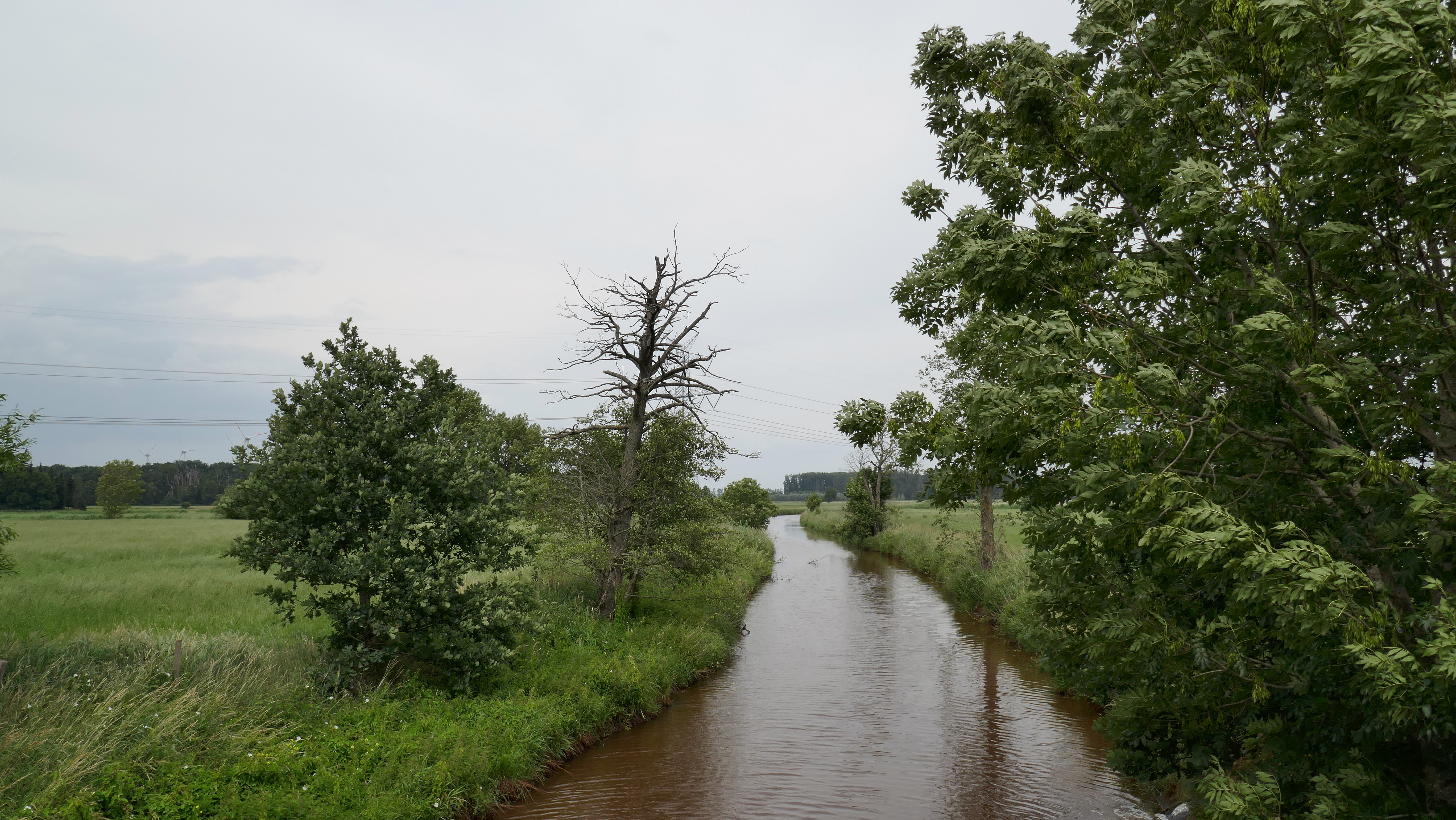
瓦珀爾河

瓦珀爾河（德語：Wapel），是德國的河流，位於該國西北部，由下薩克森州負責管轄，屬於亞德河的左支流，河道全長12.5公里，該河流用於灌溉、排水和捕魚等活動。